# 正義の味方
正義の味方（せいぎのみかた）は、勧善懲悪的に行動する人物を指す語で、現在では特に創作物のヒーローを指す。用例は19世紀から存在する。

## 用例

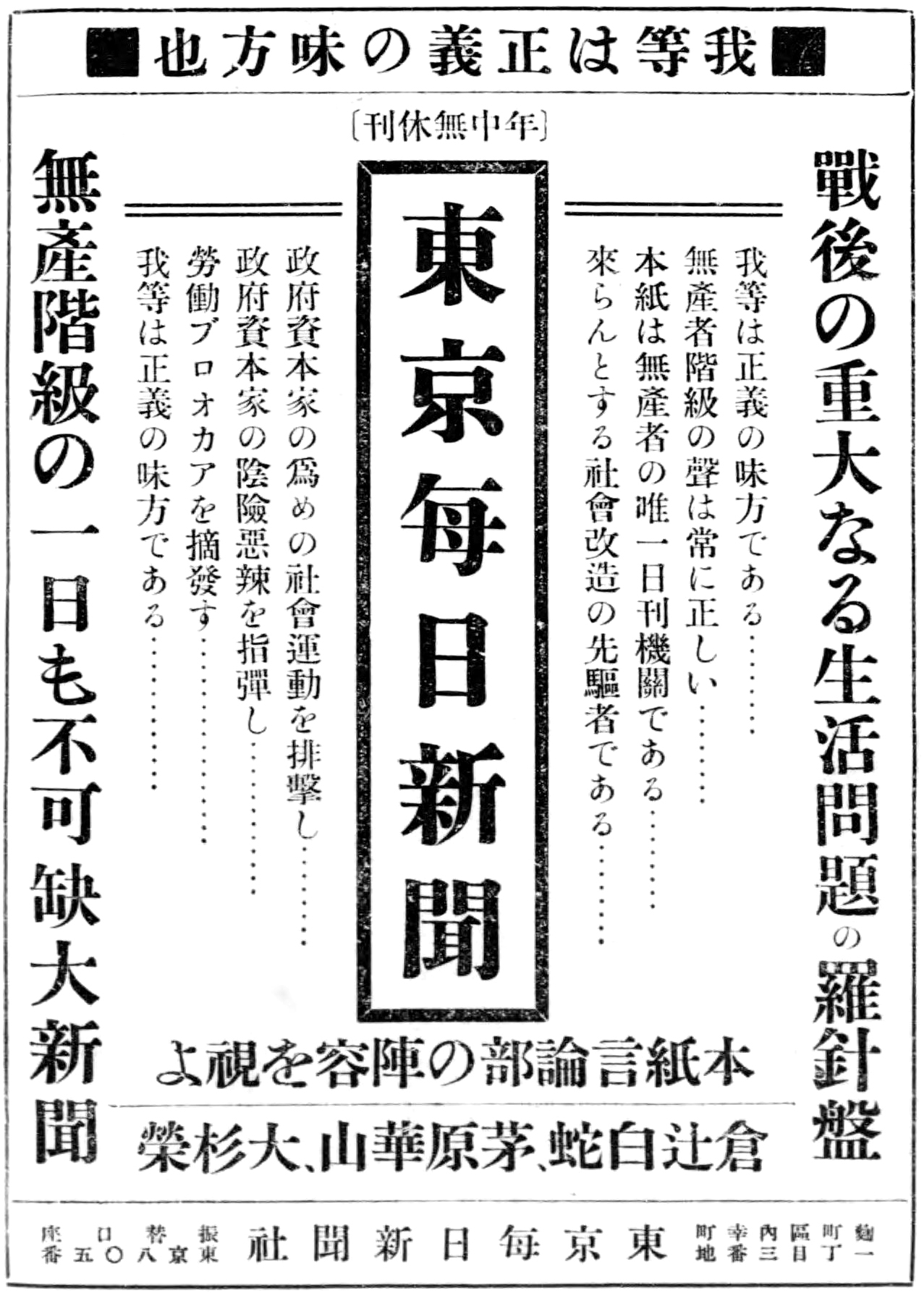
「我等は正義の味方也」というモットーを掲げる東京毎日新聞の広告、1922年。広告文に大杉栄（1923年没）の名前があることから1923年以前の広告とわかる。なお「戦後」とあるのは「第一次大戦後」のこと。

川内康範が『月光仮面』の主題歌（1958年）で用いて広まったとされ、川内の造語だとする説もあるが、19世紀から多数の用例が存在する。中でも徳富蘇峰の『国民之友』誌の記事や内村鑑三の著作では、「正義の味方」という表現がたびたび用いられている。
群馬県の廃娼運動団体が明治時代に発行していた機関誌『上毛之青年』にも、社告や寄稿などに「正義の味方」という言葉が見受けられる。『東京毎日新聞』は大正時代中頃から昭和時代初期にかけて「我等は正義の味方也」というスローガンを広告や日々の紙面で標榜していた。
大隈重信や芥川龍之介なども、『月光仮面』以前に「正義の味方」という語を用いている。
創作物のヒーローを指す意味としては、『月光仮面』以前から永松健夫・加太こうじらが『黄金バット』で「正義の味方」という語をたびたび用いている。

## 由来に関する考察
佐藤誠三郎は、日本文化会議のセミナーで「日本における正義」と題した講演を行い、その中で（創作物における）「正義の味方」についても言及している。佐藤によれば、「正義の味方」とはイエやムラのような共同体から外れた孤高の存在で、見返りを求めることなく共同体を部外者として手助けする。こうした「正義の味方」の概念は明治維新以降に生まれたもので、義士や義民といった江戸時代から存在する類似概念との違いは、義士や義民が自らの属する共同体のために行動するのに対して、正義の味方はその共同体の構成員ではない点にある。佐藤はそのような「正義の味方」の系譜として、鞍馬天狗、月光仮面、およびウルトラマンを挙げている。
『黄金バット』の作者の1人でもある加太こうじによれば、「正義の味方」をキャッチフレーズに用いたヒーローの元祖が『黄金バット』であるという。

## 対義語
馬場恒吾、芥川龍之介、やなせたかしは、「正義の味方」の対義語として「正義の敵」という表現を用いている。
アニメ『鉄人28号』（1963年）の主題歌を作詞作曲した三木鶏郎は、歌詞の中で「正義の味方」の対義語として「悪魔のてさき」（悪魔の手先）という表現を用いている。

## 「正義の味方」を題名とする創作物
以下のようなものがある。
- 正義の味方 (ゲームソフト) - 2001年に発売されたプレイステーション2用ゲームソフト。
- 正義の味方 (漫画) - 聖千秋による少女漫画。
  - 正義の味方 - 同作品を原作とした志田未来主演のテレビドラマ。2008年7月 - 9月、日本テレビで放送。
- 正義の味方 (テレビ番組) - 2001年4 - 9月に日本テレビで放送された深夜番組。
- 教えて!ニュースライブ 正義のミカタ - 2014年4月から朝日放送で放送されているニュース情報番組。
- せいぎのみかた - 1997年に日本テレビで放送されたテレビドラマ。
- 正義のミカタ I'm a loser - 本多孝好による小説作品。
- 「正義の味方」で始まるページの一覧も参照。